# ITV2
ITV2 – brytyjska stacja telewizyjna należąca do ITV plc, największego komercyjnego nadawcy telewizyjnego w tym kraju. Jest dostępna w naziemnym i satelitarnym przekazie cyfrowym. Pierwszym dniem nadawania był 7 grudnia 1998. Programowo stacja ma charakter wybitnie rozrywkowy – nadaje seriale, reality shows, a także powtórki z głównego kanału grupy, ITV.
Wybrane programy:
- The Almost Impossible Gameshow
- Britain’s Got More Talent
- Celebrity Juice
- Educating Joey Essex
- FYI Daily
- Glitchy
- The Hot Desk
- Ibiza Weekender
- I'm a Celebrity: Extra Camp
- Love Island
- Plebs
- Release the Hounds (Strach ma wielkie kły)
- Safeword
- Tricked
- The Xtra Factor
- @elevenish

## Historia logo

2001–2002
2003–2006
2005–2008